# Metodologia dos rácios
A metodologia dos rácios é a técnica mais utilizada pela análise financeira, e consiste em estabelecer relações, ou rácios, entre contas e agrupamentos de contas do balanço patrimonial e da demonstração do resultado do exercício. Estas relações são um instrumento de apoio para sintetizar uma quantidade abundante de dados e comparar o desempenho económico e financeiro das empresas e a sua evolução no tempo.
O conceito de rácio pode afirmar-se como sendo uma relação existente entre duas grandezas que pode ser expressa, quer sob a forma de quociente, quer sob a forma de percentagem.
A aplicação do métodos dos rácios às empresas para apreciação da sua situação económica e financeira permite salientar correlações importantes existentes entre os dados contabilísticos e que nem sempre são apercebidos através do exame dos respectivos valores absolutos. Os rácios são, assim, um valioso instrumento de apoio para sintetizar os dados e avaliar o desempenho económico-financeiro das empresas, já que permitem acompanhar a sua evolução ao longo de vários anos e proceder a comparações entre empresas do mesmo sector de actividade ou sócio-profissional.
Convém, todavia, chamar a atenção para o facto de o cálculo dos rácios só ter significado após a realização de trabalhos preliminares de preparação e correcção dos elementos contabilísticos da empresa. Por outro lado, a análise de uma empresa não se deve limitar ao exame da sua situação de momento se se quiser emitir um juízo de valor completo sobre a situação da mesma.
Assim, a utilização deste método só terá sentido se os elementos contabilísticos disponíveis permitirem o seu cálculo em períodos sucessivos de actividades da empresa (normalmente, entre três e cinco anos), devendo utilizar-se sempre os mesmos critérios, quer na preparação e correcção de contas, quer no respectivo conteúdo e critérios valorimétricos.

## Tipos de rácios
Podem construir-se inúmeros rácios, mas a sua utilização vai depender dos objectivos de análise. No estudo que ora se desenvolve irão distinguir-se dois tipos de rácios:
- Rácios financeiros: são aqueles que se relacionam exclusivamente com aspectos financeiros, tais como, a estrutura financeira, a capacidade de endividamento, a solvabilidade, etc.
- Rácios económicos: são aqueles que relevam aspectos de situação económica, como a estrutura de custos, a estrutura de proveitos, as margens, a capacidade de gerar excedentes, etc.

Sendo que outros tipos de rácios podem ser ponderados, como sejam:
- Rácios económico-financeiros, que permitem apreender os aspectos económico-financeiros, como sejam, a rendibilidade dos capitais, as rotações dos elementos do activo, etc.
- Rácios de funcionamento, que explicam os impactos financeiros da gestão ao nível do ciclo de exploração. São os rácios dos prazos médios de recebimento e de pagamento, de duração média de existências, etc.
- Rácios técnicos, que procuram relevar aspectos relacionados com a produção e a actividade em geral e se expressam normalmente em unidades físicas ou comparando unidades económico-financeiras com unidades físicas. Exemplos: Rendimento do equipamento, produtividade da mão-de-obra, etc.

```
                          Principais Indicadores  Economicos-Financeiro
```

•	Indicadores de Liquidez
•	Liquidez Geral
•	Liquidez Corrente
•	Liquidez Seca
•	Liquidez Imediata
•	Indicadores de Rentabilidade
•	Giro do Activo
•	Margem Líquida
•	Rentabilidade do Activo
•	Rentabilidade do Património Líquido
•	Indicadores de Actividade e Gestão
•	Prazo Médio de Recebimentos
•	Prazo Médio de Pagamentos
•	Duração Média dos Inventários
•	Rotação de Inventários                   
•	Previsão de Falência

## Limitações
A análise financeira através de rácios só tem sentido se tiver alguma base de comparação. A forma mais corrente é a comparação com o histórico, concluindo-se se a evolução tem sido favorável ou desfavorável. Outra forma é a comparação com empresas do mesmo sector ao nível do desempenho operacional e financeiro, ou com médias sectoriais. O ideal é não ter um único termo de comparação. Os analistas financeiros procuram diversificar as fontes de informação, enriquecendo assim a análise.
No entanto, a técnica dos rácios como instrumento de análise financeira tem algumas limitações, devendo ser usada com prudência, sob pena de se tirarem conclusões com pouco significado ou mesmo incorrectas. Referem-se algumas dessas limitações:
1. Não existe uma definição normalizada de cada rácio, quer a nível nacional, quer a nível internacional. Assim, pode-se calcular um mesmo rácio para a mesma empresa com valores diferentes, tudo dependendo das reclassificações e da forma como se constrói o rácio;
2. A contabilidade é feita aos custos históricos, pelo que a inflação afecta diferentemente as empresas. Por outro lado, a comparação entre diferentes períodos é também afectada;
3. Os rácios devem ser analisados no seu contexto. O apuramento de um valor para um rácio individualizado não permite retirar, só por si, qualquer conclusão. O seu valor depende do estado da economia, da actividade em que a empresa se insere, etc;
4. Só tratam dados quantitativos e não têm em consideração factores qualitativos, como sejam, a qualidade dos gestores, a motivação ou a capacidade técnica dos quadros;
5. Decisões de curto prazo podem afectar os mapas de prestação de contas e os respectivos rácios (vg., venda intempestiva das existências à data do balanço);
6. A comparação de rácios com empresas do mesmo sector ou com médias pode ser falseada pelas diferenças das práticas contabilísticas das empresas. Realmente, apesar de existir a normalização contabilística, existem algumas liberdades em termos de critérios de amortizações, provisões, valorimetria das existências, etc;
7. Os rácios analisados em dados publicados e a sua respeciva comparação com a empresa, deverão ser acompanhados do conhecimento do seu passado. Um analista, quando interessado no futuro, deve tirar conclusões que se baseiem no passado e reflectem na situação presente ou futura, por isso, deverá procurar obter os dados de plano da respectiva empresa.